# Борман, Александр Владимирович
Александр Владимирович Борман (2 мая 1902 — 1 апреля 1982) — советский военачальник, в годы Великой Отечественной войны командовал рядом авиационных дивизий и 1-й воздушной истребительной армией ПВО, генерал-майор авиации (1941).

## Биография
Александр Владимирович Борман родился 2 мая 1902 года в г. Батуме, ныне Батум (Грузия). Русский.
В Красной Армии с 1921 года. Красноармеец летучей почты при штабе 208-й дивизии. В 1923 году окончил Военно-теоретическую школу авиации Московского военного округа в г. Егорьевске, в 1924 году — Военную школу воздушного боя.
В дальнейшем проходил службу на должностях: военного лётчика 2-го отдельного авиационного отряда, старшего лётчика 50-го отдельного авиационного отряда, инструктора-лётчика Военной школы лётчиков-наблюдателей в Ленинграде и 3-й военной школы лётчиков и лётчиков-наблюдателей в Оренбурге.
В 1927 году вступил в ряды ВКП(б).
С 1930 года командир авиационного отряда, и. д. командира авиационной эскадрильи Морских сил Чёрного моря, командир и комиссар отдельной морской дальней разведывательной авиационной эскадрильи.
В 1938 году окончил Высшую лётно-тактическую школу в Липецке и затем был назначен помощником командира лёгкой авиационной бригады. С 1940 года — командир 19-й авиационной дивизии в Киевском Особом военном округе.
В начале Великой Отечественной войны с 24 июня 1941 года А. В. Борман — заместитель по истребительной авиации помощника по ПВО командующего войсками Юго-Западного фронта. С октября 1941 года исполнял обязанности командующего ВВС 40-й армии.
27 декабря 1941 года ему было присвоено воинское звание «генерал-майор авиации». 27 марта 1942 года «за умелое руководство и организацию боевой работы ВВС 40-й армии на Юго-Западном фронте» награждён орденом Красной Звезды. С мая по июль 1942 года — командир 220-й истребительной авиационной дивизии, затем помощник командующего 8-й воздушной армией. В ноябре 1942 года принял командование 216-й истребительной авиационной дивизией, которая в декабре была переименована в 216-ю смешанную авиационную дивизию.
В составе 4-й воздушной армии дивизия под руководством А. В. Бормана активно участвовала в воздушных сражениях на Кубани и за боевые заслуги в июне 1943 года была преобразована в 9-ю гвардейскую истребительную авиадивизию. Сам А. В. Борман в ходе боевых действий находился на специальном пункте управления, развёрнутом в боевых порядках пехоты, и оттуда по радио управлял действиями истребителей, подсказывал лётчикам правильные решения, при необходимости вызывал подкрепление. В результате анализа и обобщения боевого опыта пришёл к выводу о необходимости изменения тактики ведения воздушного боя. Свои выводы он изложил в письме командующему 4-й воздушной армией К. А. Вершинину, в котором предложил отказаться от групповой тактики и перейти к действиям парами. Позже Вершинин вспоминал: 

Письмо мы размножили и разослали в истребительные авиационные дивизии. Оно обсуждалось со всеми командирами полков и эскадрилий. На основе поступивших от них предложений был издан приказ. Полки получили конкретные указания: в боевой работе истребителей широко использовать свободные полёты; основой боевого порядка считать свободно маневрирующие пары…
Новая тактика хорошо оправдывала себя, особенно в условиях численного превосходства авиации противника.
В дальнейшем А. В. Борман приложил много сил, чтобы быстро внедрить новую тактику в повседневную боевую деятельность войск.
В апреле 1943 года зам. командующего 4-й воздушной армией. В мае 1943 года для противовоздушной обороны Москвы и объектов Подмосковья была создана 1-я воздушная истребительная армия ПВО и А. В. Борман назначен её командующим с 09 июня.
С ноября 1944 года заместитель командующего 5-й воздушной армией. В этой должности участвовал в Будапештской, Венской и Пражской наступательных операциях.
После войны c января 1946 года помощник командующего по строевой части 48-й, затем 45-й воздушных армий. В 1950 году окончил Высшие академические курсы при Высшей военной академии им. К. Е. Ворошилова. С декабря 1955 года в распоряжении Главкома ВВС. С января 1956 года в запасе.
Александр Владимирович Борман скончался 1 апреля 1982 года в Москве. Похоронен на Новодевичьем кладбище.

## Награды
- 2 ордена Ленина (25.05.1936, 6.05.1946)[9]
- 3 ордена Красного Знамени (10.05.1943, 3.11.1944, 17.05.1951)
- орден Отечественной войны 1-й степени (22.08.1944)
- орден Красной Звезды (27.03.1942)
- Медаль «За оборону Сталинграда»
- Медаль «За оборону Кавказа»
- Медаль «За взятие Будапешта»
- Медаль «За взятие Вены»
- Медаль «За освобождение Праги»
- Ряд других медалей СССР